# Grotnik czerwony
Grotnik czerwony (Lepadogaster lepadogaster) – gatunek morskiej ryby z rodziny grotnikowatych (Gobiesocidae).

## Występowanie
Wschodni Atlantyk od Wysp Brytyjskich po Senegal oraz w Morzu Śródziemnym i Morzu Czarnym. 

## Charakterystyka
Żyje pod skałami, kilka centymetrów pod lustrem wody, często w kilku centymetrach sześciennych wody. Dorasta do 8 cm długości. Żywi się drobnymi organizmami żyjącymi na dnie, ryba bentoniczna.